# Passiflora coriacea
Passiflora coriacea Killip – gatunek rośliny z rodziny męczennicowatych (Passifloraceae Juss. ex Kunth in Humb.). Występuje naturalnie w Meksyku, Belize, Gwatemali, Salwadorze, Hondurasie oraz Nikaragui. Według innych źródeł rośnie na obszarze od Meksyku aż po Peru i Boliwię.

## Morfologia

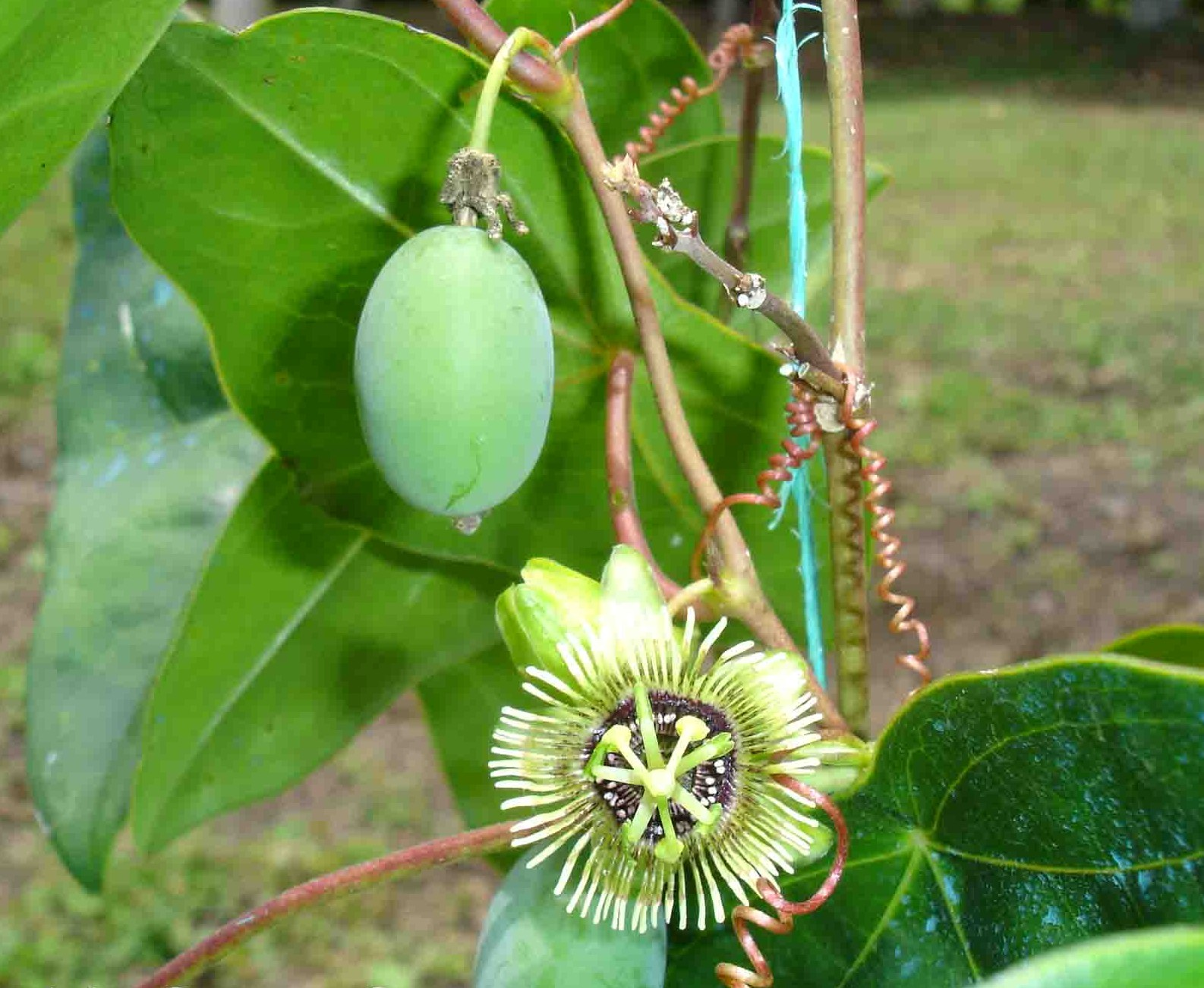
Owoc (powyżej) i kwiat (poniżej)

PokrójZdrewniałe, trwałe, owłosione liany.
LiściePodwójnie klapowane, skórzaste. Mają 2,5–5 cm długości oraz 9–18,5 cm szerokości. Całobrzegie, z ostrym wierzchołkiem. Ogonek liściowy jest owłosiony i ma długość 20–45 mm. Przylistki są liniowe, mają 3–5 mm długości.
KwiatyPojedyncze lub zebrane w pary. Działki kielicha są podłużnie lancetowate, zielonożółtawe, mają 0,7–0,8 cm długości. Pozbawione są płatków. Przykoronek ułożony jest w dwóch rzędach, ma 1–3 mm długości.
OwoceSą kulistego kształtu. Mają 2 cm średnicy.